# Bradleya andamanae
Bradleya andamanae is een mosselkreeftjessoort uit de familie van de Hemicytheridae. De wetenschappelijke naam van de soort is voor het eerst geldig gepubliceerd in 1972 door Benson.